# Лебедев, Александр Александрович (литературовед)
Алекса́ндр Алекса́ндрович Ле́бедев (25 января 1928, Москва — 10 ноября 2002, там же) — советский и российский литературовед, критик, публицист, либеральный мыслитель.

## Биография
Отец — Александр Филаретович Лебедев. Мать — лектор райкома ВКП(б) Ольга Николаевна Бурова. В 1940-е годы работал на военном заводе. В 1951 году окончил русское отделение филологического факультета МГУ, в студенческие годы был ортодоксальным сталинцем и участвовал в кампании «борьбы с космополитизмом». Окончил в 1954 году аспирантуру с защитой кандидатской диссертации по теме «Учение Н. Г. Чернышевского о прекрасном и некоторые особенности его художественного метода».
В 1954—1957 годах работал литсотрудником в «Литературной газете», заведовал отделом теории и истории литературы, был уволен за публичную поддержку романа В. Д. Дудинцева «Не хлебом единым». Член КПСС с 1956 года, был вдохновлён перспективой социального обновления после XX съезда КПСС.
В 1957—1959 годах — в секторе эстетики Института философии АН СССР. В 1959 году — член редколлегии, завотделом критики журнала «Молодая гвардия». В 1960—1963 годах — старший научный редактор редакции литературы и языка издательства «Советская энциклопедия», принимал участие в подготовке первого тома Краткой литературной энциклопедии (1962). Член Союза писателей СССР (1962). В 1964—1967 годах — старший научный сотрудник Института художественного воспитания АПН РСФСР. С 1967 года — старший научный сотрудник Института международного рабочего движения.
Жил в молодости на 2-й Мещанской улице, в зрелые годы в Малом Лёвшинском пер., 14/9, в 1996 году, вместе с женой, Кирой Дмитриевной Потаповой (р. 1930), переехал в ЖСК «Советский писатель»: Красноармейская улица, д. 27. В последние годы жизни был тяжело болен. Похоронен на Малаховском кладбище.

## Творчество
Начал печататься в 1954 году. Основные работы посвящены истории общественной мысли в России, русской критики, эстетики, литературе XX века. В своих сочинениях — интеллектуал-шестидесятник, сосредоточенный на проблематике взаимоотношений личности и власти, личной свободы и социального контроля. Уже ранние статьи Лебедева («Попятная методология», 1957; «Чернышевский или Антонович?», 1962), направленные против идеологического догматизма, вызвали острую полемику. Широкий общественный резонанс имела его книга «Чаадаев», представлявшая собой апологию свободной личности в её поединке с бесчеловечным режимом. Книга была подвергнута резкой критике в журнале «Коммунист». Актуализировал в контексте второй половины XX века проблематику эстетических взглядов Г. В. Плеханова и А. В. Луначарского, эстетики и социальной этики Д. И. Писарева и Н. Г. Чернышевского, проблематизировал жизненный выбор А. С. Грибоедова, размышлял о социальных и культурных матрицах творчества А. Н. Островского.
«Человек ярко талантливый, с философско-публицистической мыслью, он уже сколько лет бьется, хитрит, мечется от Грамши к Луначарскому, от Чернышевского к Чаадаеву, выпуская о всех них книги, где много иносказаний, понятных лишь посвященным, — всяческие попытки ввернуть каким-либо способом свою мысль о нашем времени, хоть через историю, аллегорию», — писал о нём в своем дневнике критик А. Кондратович.
«Автор, как и Чаадаев в свое время, принимал на себя тяжкий труд проповедовать на Руси свободу. Ни у автора, ни у читателя не было сомнений, что актуальность проповеди в 1965 году, когда вышла книга, была не меньше, чем в 1865 году, когда подходила к концу жизнь её героя» (А. Левинсон).
Труд «Русская идея. Опыт анализа её исторических применений. Ретроспектива и прогноз» остался незавершённым.

## Основные работы
Книги
- Герои Чернышевского. — М.: Сов. писатель, 1962. — 306 с.
- Эстетические взгляды А. В. Луначарского: Очерки. — М.: Искусство, 1962. — 247 с., 1 л. портр.
  - То же. 2-е изд., испр. и доп. — М.: Искусство, 1970. — 320 с.
- Антонио Грамши о культуре и искусстве: Идеи и темы «Тюремных тетрадей»: Очерки. — [М.: Искусство, 1965]. — 182 с.
- Чаадаев. — М.: Мол. гвардия, 1965. — 270 с., 15 л. ил. — (Жизнь замечательных людей. Серия биографий; Вып. 19 (413)).
- Чтобы быть человеком: Размышления и заметки о зарубежных писателях. — М.: Сов. писатель, 1969. — 280 с.
- Разумные эгоисты Чернышевского: Философский очерк. — М.: Дет. лит., 1973. — 128 с.
- Драматург перед лицом критики: (Вокруг А. Н. Островского и по поводу его. Идеи и темы русской критики): Очерки. — М.: Искусство, 1974. — 190 с.
- Мыслящий пролетариат Писарева: Очерк. — М.: Дет. лит., 1977. — 190 с.: портр.
- Выбор: Статьи. — М.: Сов. писатель, 1980. — 247 с.: портр.
- Грибоедов: Факты и гипотезы. — М.: Искусство, 1980. — 303, [1] с.
- Куда влечёт тебя свободный ум: [Об. А. С. Грибоедове]. — М.: Дет. лит., 1982. — 175 с.
- Честь: Духовная судьба и жизненная участь И. Д. Якушкина / [Послесл. Н. Минаевой]. — М.: Политиздат, 1989. — 398, [1] с., [7] л. ил.
- Красота и ярость мира: Очерки становления русской материалистической эстетики: (Чернышевский, Плеханов, Луначарский). — М.: Дет. лит., 1989. — 332,[3] с. — (Люди. Время. Идеи)
- Вчерашние уроки на завтра: Литературная полемика. — М.: Сов. писатель, 1991. — 361, [2] с.: портр.
- Три лика нравственной истины: Чаадаев, Грибоедов, Якушкин. — СПб.: Летний сад, 2009. — 717, [2] с. — (Humanitas).
  - То же. — М.; СПб.: Центр гуманитарных инициатив, 2011. — 336 с. — (Российские Пропилеи: РП).

Статьи
- Драматург перед лицом критики: Вокруг А. Н. Островского и по поводу его // Идеи и темы русской критики. М., 1970
- Последняя религия // Вопросы философии. 1989. № 1
- Любовь без радости: (Опыты посильных прочтений Чаадаева) // Вопросы философии. 1992. № 7
- «Русская идея» в окрестностях войны // Полис. 1995. № 2.
- [«Русская идея». Опыты анализа и исторических применений. Ретроспекция и прогноз] // Новое литературное обозрение. 2003. № 5(63).